# Лея Орґана
Лея Орґа́на-Со́ло (англ. Leia Organa Solo) — персонаж усесвіту «Зоряних воєн», принцеса планети Альдераан, одна з лідерок Альянсу повстанців, сестра Люка Скайвокера. Одна з головних персонажів оригінальної трилогії фільмів (1977—1983), а також супутніх книг і коміксів. Творцем персонажа є Джордж Лукас, а в екранізаціях Лею Органу втілила американська акторка Керрі Фішер.

## Родовід
- Джафан І, Король Набу
  -  Королівська Династія Набу
    -  Династія Наберріє
      -  Вінама Наберріє, Аристократка
        -  Руві Наберріє, Аристократ
          -  Падме Амідала Наберріє, Королева Набу
            -  Люк Скайвокер, Принц Набу
            -  Лея Орґана-Соло, Принцеса Набу
              -  Бен Соло, Принц Набу

          -  Сола Наберріє, Принцеса Набу

    -  Інші Королівські Династії Набу

## Біографія
Народилася слідом за близнюком Люком на астероїді Поліс-Маса. Її батьком був лицар-джедай Енакін Скайвокер (майбутній Дарт Вейдер), матір'ю — сенаторка Галактичної республіки від планети Набу Падме Амідала. При пологах Падме померла, а Енакін, покинутий учителем Обі-Ваном на смерть, остаточно перейшов на Темний бік Сили. Щоб захистити дітей від нещодавно проголошеної Галактичної імперії і впливу Енакіна, Обі-Ван Кенобі відвіз Люка на планету Татуїн, а Лею удочерили сенатор Бейл Орґана і королева Бреха з Альдераану. Так Лея отримала прізвище Орґана і спадкоємство трону Альдераана. Вважалося, що дівчинка стала сиротою у Війнах клонів і її справжніх батьків встановити неможливо.
Виховуючись серед вельмож, Лея здобула хорошу освіту і початкову військовий вишкіл. Але вона не бажала бути королевою і лишатися при дворі, прагнучи активнішого життя. Допомагаючи батькові в сенаті, Лея сприяла відправленню гуманітарних місій до планет, постраждалих від протистояння Галактичної імперії з Альянсом повстанців. Бувши прихильною до повстанців, вона в ході авантюри передала їм космічні кораблі й військову техніку.
Ставши сенаторкою, Лея не отримала визнання на посаді, але мала прихильність жителів імперії. Вона планувала звернутися з зібраним списком проблем до самого імператора Палпатина, але була стривожена його аурою зла. Згодом принцеса виступила в сенаті з пропозицією збільшити кількість допомоги з Альдераану.
Отримавши відмову, вона допомогла повстанцям вивезти креслення станції «Зірка смерті». Переслідувана Дартом Вейдером, Лея передала їх дроїдам, а її саму схопили. Поки дроїди R2-D2 і C-3PO шукали останнього джедая Обі-Вана, Дарт Вейдер і гранд-моф Вілгуфф Таркін намагалися вивідати в Леї місцеперебування головної бази повстанців. Бувши сміливою і навченою протидіяти зондуванню розуму, вона так і не видала, де база. Таркін вирішив шантажувати її, погрожуючи знищити «Зіркою смерті» Альдераан. Хоча Лея тоді назвала Дантуїн, Таркін наказав знищити планету. Однак, вказане місце бази повстанців виявилося порожнім.
Тим часом Люк Скайвокер знайшов дроїдів, зібрав команду з Обі-Вана, контрабандиста Хана Соло і його напарника Чубакки й вирушив на Альдераан. Опинившись серед астероїдів, на які перетворилася планета, вони були захоплені та привезені на «Зірку смерті». Їм вдалося знайти Лею і втекти з нею, але Обі-Ван загинув, затримуючи Дарта Вейдера.
Після цього Лея порвала стосунки з імперією і цілком приєдналася до Альянсу повстанців. Спочатку вона вважала Хана Соло нестерпним авантюристом, але з часом пройнялась симпатією до нього. Коли Хана схопив Дарт Вейдер і заморожував його, Лея освідчилася Хану в коханні та отримала таку ж відповідь. У пошуках Хана принцеса з друзями проникла у палац мафіозі Джабби Хатта. Їй вдалося розморозити коханого, але обох було схоплено. Джабба зробив Лею своєю рабинею, але вже наступного дня вона задушила Джаббу ланцюгом і допомогла Люку, Хану й іншим подолати його прибічників. Згодом Хан став помічати прив'язаність Леї до Люка і після битви на Ендорі запитав, чи кохає вона Люка. Лея пояснила, що дізналася про своє походження і що Люк — її брат.
Після повалення Галактичної імперії Лея стала сенаторкою Нової Галактичної республіки. Одружившис із Ханом, вона взяла подвійне прізвище Орґана-Соло. Нродила сина Бена, але приділяла мало уваги спілкуванню з ним, зайнята роботою. Шлюб виявився неміцним, Лея багато часу не бачилася з Ханом, а вихованням сина займався Люк Скайвокер. Коли Верховний порядок, організація-наступниця Галактичної імперії, почала діяти все активніше, в сенаті наросли внутрішні суперечності. В ході політичних інтриг особу батька Леї було розкрито і оприлюднено. Це змусило її покинути посаду, а Бен загорівся бажанням досягнути величі Дарта Вейдера, назвавшись Кайло Рен.
Перехід Бена на Темний бік Сили і приєднання до Верховного порядку став підставою до зближення Леї з Ханом. Їхня спроба повернути сина в родину зазнала невдачі: Кайло Рен убив Хана Соло, щоб остаточно перейти на Темний бік і довести вірність своєму вчителеві Сноуку. Після знищення Верховним порядком столиці Нової Республіки, Лея очолила Опір, створений за зразком Альянсу повстанців. Бен не наважився вбити матір, і вона зрештою посприяла евакуації залишків Опору.
Подальша доля Леї буде висвітлена в майбутніх фільмах «Зоряних воєн» і супутній продукції.